# 克拉斯諾斯洛博茨克區

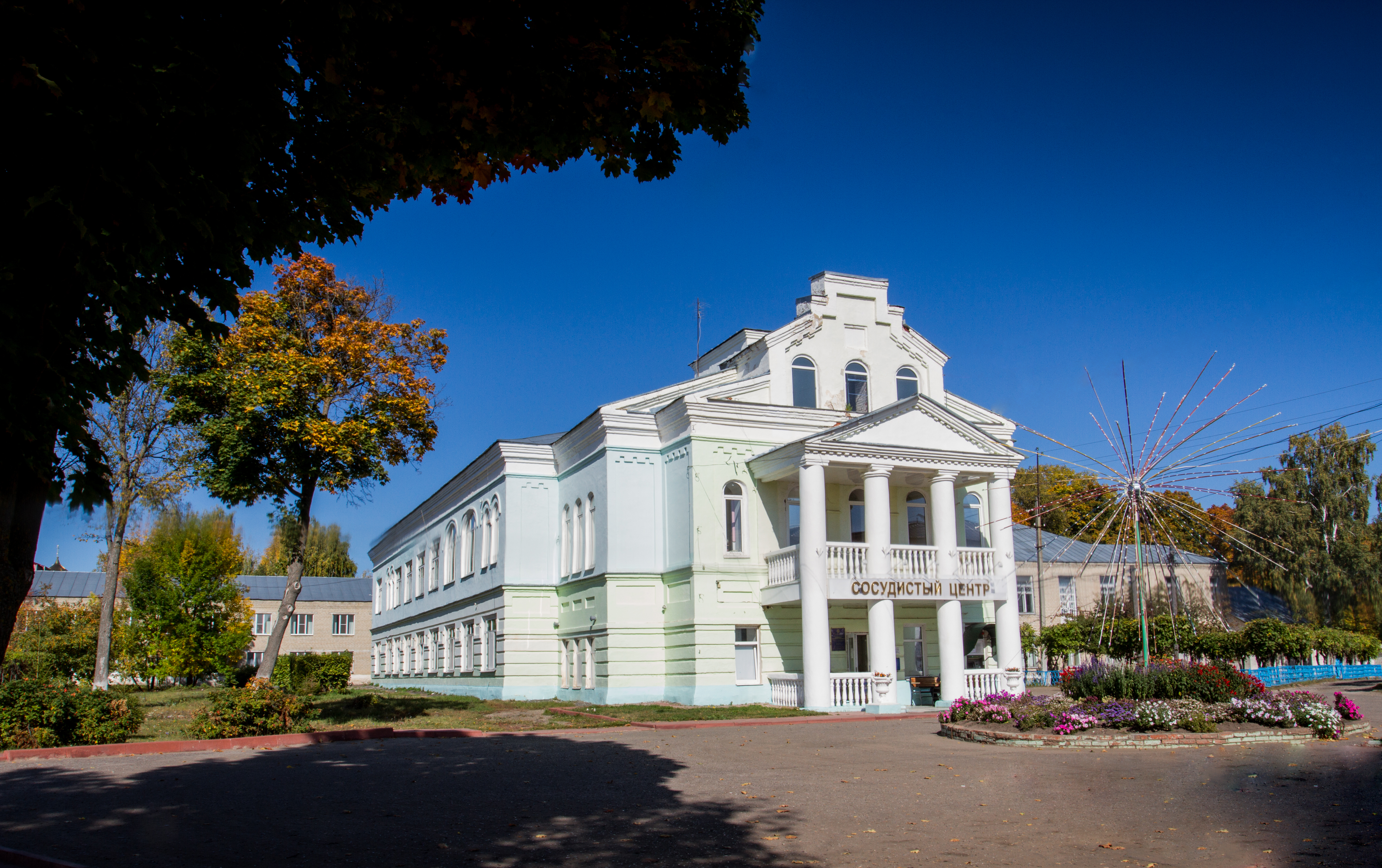

54°26′N 43°47′E / 54.433°N 43.783°E
克拉斯諾斯洛博茨克區（俄语：Краснослободский район），是俄羅斯的一個區，位於該國西部，由莫爾多維亞共和國負責管轄，面積1,379.4平方公里，2010年人口26,406，人口密度每平方公里19.14人。